# 님 웨일스
헬렌 포스터 스노(영어: Helen Foster Snow, 1907년 9월 21일 ~ 1997년 1월 11일)는 미국의 언론인으로, 님 웨일스(Nym Wales)라는 필명으로 알려져 있다. 남편인 에드거 스노와 함께 1930년대 격동기의 중국 혁명가들을 취재하여 저서를 남겼으며, 특히 옌안에서 조선인 독립운동가 김산을 취재하여 남긴 《아리랑》이 유명하다. 님 웨일즈의 본명은 헬렌 포스터 스노우(1907.9.21 ~ 1997. 1.11)이다.  신문기자이자 시인이며 계보학자로 활동했다. 님 웨일즈라는 필명으로 여러 권의 저서를 내었으며, 오랜 기간을 격변하는 아시아에서 보내면서 중국과 한국에 관하여 많은 글을 집필하였다.

## 생애
미국 미주리주 캔자스시티 출생이다. 컬럼비아대학교를 졸업하였다. 1932년 마오쩌둥에 대한 저술 『중국의 붉은 별』로 유명한 에드가 스노우를 만나 결혼하여 부부가 중국 각지를 보도여행(報道旅行)하기를 10년, 특히 국공분열(國共分裂) 후 중국 지역의 수수께끼를 최초로 푼 부부의 현지답사 활동은 주목을 끌었다. 특히 가명 김산으로 알려진 장지락(張志樂)의 전기 《아리랑》(1941)으로 일본식민지배와 민족독립운동을 알리는 데 큰 영향을 주었다. 지난 30-40년대 韓國및 中國 관련 저술로 널리 알려진 그녀는 1997년 1월 11일 89세로 美國에서 사망했다. 17년간의 결혼 생활끝에 49년 이혼한 스노우 여사는 고향인 미국  코네티컷으로 돌아온 뒤에는 족보학에 몰두해 뉴 잉글랜드가 영국의 식민지로 바뀌는 과정을 천착한 역사저술을 남기기도 했다.

### 중국입국
미국 유타주의 세다에서 저명한 변호사를 아버지를 둔 모르몬 교도 가정에서 태어났다. 유타 대학교를 잠시 다니다 아버지의 주선으로 상하이의 영사관에 취직하여 1931년 중국으로 왔다. 중국에 도착한 직후 에드거 스노를 만나 1932년 결혼하고, 베이징(당시 이름은 베이핑)으로 와서 옌징 대학교(燕京大學)에서 잠시 학생들을 가르치기도 하였다. 1935년 12.9 항일운동을 취재하였다.

### 중국 공산당 인사들과의 교류
그녀의 남편이었던 에드거 스노는 중국 공산당의 지도자들과 교분이 깊었고, 서방 기자로서는 최초로 옌안의 공산당 지역에서 방문하여 후에 《중국의 붉은 별》(Red star over China) 라는 저서를 남겼다. 님 웨일스도 남편과 함께 취재하여 《Inside Red China》를 저술했고, 후에 이곳에서 조선인 독립운동가 김산을 알게 되어 《아리랑》(The Song of Ariran)을 저술했다. 또한 부부는 親 중국공산당적인 잡지 《Democracy》의 주된 편집장으로 일했다. 최근에 밝혀진 냉전시대의 문서들은 그들 부부를 공산주의를 따르는 "용공분자"로 묘사하고 있는데, 님 웨일스는 중국 공산당원이었지만 남편 스노는 공산당원으로 밝혀진바 없다. 이들 부부는 이후 중국에 있는 외국인들이 결성한 항일단체에 참여하기도 하였다.

### 미국에서의 활동
일본의 침략 때문에 생활이 곤란해져 결혼생활이 냉랭해지자, 1940년 그녀는 홀로 중국을 떠나 필리핀을 거쳐 미국에 돌아왔고 1949년 공식적으로 이혼했다. 그녀는 여생을 코네티컷에서 가족역사 탐구, 소설 습작, 중국관련 에세이를 쓰는 데 보냈다. 1984년에는 자서전을 쓰기도 했다. 1997년 사망했고, 그녀의 유고와 사진, 문서들을 유타에 있는 브리검영 대학교에 기증되었다. 2000년 브리검영 대학교는 그녀를 기념하는 심포지엄을 열었다.

## 평가
극동지역에 머무는 동안 스노우는 남편의 저술활동에 조력하는 한편으로 한국과 중국의 항일 투쟁에 대한 자세한 묘사와 생생한 서술로 명성을 얻었다. 그는 이러한 업적을 인정받아 노벨평화상 후보에 두 번 오르기도 했다.

## 저서
《아리랑》(The Song of Ariran, 1941), 《안에서 본 적색(赤色) 중국》(1938), 《중국노동운동》(1945) 등이 있다.